# Jean-Guy Talbot
Jean-Guy Talbot (Cap-de-la-Madeleine, 11 luglio 1932 – Trois-Rivières, 22 febbraio 2024) è stato un hockeista su ghiaccio e allenatore di hockey su ghiaccio canadese che nel corso della carriera giocò ed allenò nella National Hockey League vincendo sette Stanley Cup con i Montreal Canadiens.

## Carriera

### Giocatore
Talbot giocò a livello giovanile nella Quebec Junior Hockey League per tre stagioni con una formazione della sua città natale, Trois-Rivières. Nella stagione 1952-53 debuttò fra i professionisti nella Quebec Hockey League con i Quebec Aces, formazione che si iscrisse un anno più tardi in American Hockey League.
Esordì in National Hockey League nella stagione 1954-55 disputando tre incontri con i Montreal Canadiens, formazione di cui presto divenne titolare e per cui giocò tredici anni. Conquistò la sua prima Stanley Cup nel 1956, vincendone in totale sette di cui cinque consecutive nel periodo 1956-1960. Noto per il suo gioco fisico, incorse spesso nelle penalità, tuttavia fu anche in grado di fornire numerosi assist ai compagni con passaggi precisi in contropiede.
La sua miglior stagione da professionista fu quella 1961-62, quando raggiunse quota 47 punti in 70 partite di stagione regolare entrando nell'NHL First All-Star Team. Rimase a Montréal fino al 1967 vincendo altri due titoli con un totale di 955 partite disputate, 264 punti e 996 minuti di penalità.
Nell'estate del 1967, in occasione dell'NHL Expansion Draft, fu selezionato dai Minnesota North Stars, formazione con cui giocò solo quattro gare prima di essere ceduto ai Detroit Red Wings. Anche la permanenza a Detroit fu breve e già nel gennaio del 1968 cambiò ancora una volta squadra spostandosi ai St. Louis Blues.
Rimase con i Blues fino al 1970 arrivando per tre volte consecutive alla finale di Stanley Cup, perdendo in tutte e tre le occasioni. Si ritirò nel 1971 dopo una stagione giocata con i Buffalo Sabres.

### Allenatore
Subito dopo il ritiro Talbot intraprese la carriera da allenatore nella Western Hockey League, vincendo all'esordio il campionato con i Denver Spurs.
A metà stagione 1971-72 fu scelto dai St. Louis Blues per sostituire Al Arbour e rimase sulla panchina di St. Louis per due anni fino al suo esonero nel 1974, quando fu sostituito da Lou Angotti.
Dopo aver fatto ritorno agli Spurs, iscritti nella stagione 1975-76 in World Hockey Association, Talbot fu chiamato nuovamente i NHL alla guida dei New York Rangers per la stagione 1977-78.

## Palmarès

### Giocatore

#### Club
- Stanley Cup: 7

Montréal: 1955-56, 1956-57, 1957-58, 1958-59, 1959-60, 1964-65, 1965-66

#### Individuale
- NHL First All-Star Team: 1

1961-62
- NHL All-Star Game: 7

1956, 1957, 1958, 1960, 1962, 1965, 1967

### Allenatore

#### Club
- Lester Patrick Cup: 1

Denver: 1971-1972